# Кленбутерол
Кленбутерол (англ. Clenbuterol, лат. Clenbuterolum) — синтетичний препарат, що належить по хімічній структурі до хлоровмісних похідних фенілзаміщених β-аміноспиртів, що застосовується переважно перорально та інгаляційно і належить до групи селективних бета-2-адреностимуляторів. Кленбутерол застосовується у деяких країнах як препарат для лікування обструктивних захворювань дихальної системи, але більше відомий як засіб для посилення обміну речовин (посилений метаболізм жирів та зниження метаболізму білків у м'язовій тканині) та засіб для схуднення, тому часто застосовується для швидкого нарощування м'язової маси культуристами або для підтримання форми тіла сумісно з відвідуванням тренажерних залів.

## Фармакологічні властивості
Кленбутерол — синтетичний препарат, що є по хімічній структурі хлоровмісним похідним фенілзаміщених β-аміноспиртів та належить до групи селективних бета-2-адреностимуляторів. Механізм дії препарату полягає у стимуляції β2-адренорецепторів, які знаходяться у гладкій мускулатурі внутрішніх органів шляхом активації внутрішньоклітинної аденілатциклази, яка утворює комплекс із G-протеїном, під впливом якого підвищується утворення циклічного АМФ та стимуляція протеїнкінази типу А, що призводить до розслаблення гладкої мускулатури внутрішніх органів. Кленбутерол викликає розслаблення гладких м'язів бронхів, зменшує набряк слизової оболонки бронхів, зменшує виділення з опасистих клітин медіаторів запалення та покращує мукоциліарний кліренс. Кленбутерол має швидкий та тривалий бронходілятуючий ефект як при пероральному, так і при інгаляційному застосуванні. Препарат має також токолітичний ефект, знижуючи тонус та скоротливу активність матки. Кленбутерол також має властивості стимулятора центральної нервової системи, діючи подібно до гормонів кори наднирників адреналіну та норадреналіну, а також подібно до α- та β-адреностимулятора ефедрину. Під впливом кленбутеролу спостерігається підвищення в середньому на 10% основного обміну, ознаками чого може бути підвищення температури тіла, зниження апетиту, психостимулюючий ефект, похудіння за рахунок зменшення жирових відкладень та збільшення м'язової маси. Кленбутерол також взаємодіє з β2-адренорецепторами в жировій та м'язовій тканинах, які стимулюють виділення біологічно активних речовин, які сприяють посиленню метаболізму жирів і вивільненню жирних кислот із депо, та зниженню метаболізму білків шляхом блокування входження у клітини м'язів іонів кальцію, який бере участь у розщепленні білків у скелетних м'язах. Кленбутерол також підвищує рівень трийодтироніну; а також може стимулювати β1-адренорецептори міокарду, що може призводити до тахікардії, аритмії та підвищення артеріального тиску. При тривалому застосуванні кленбутеролу спостерігається розвиток толерантності до препарату (рекомендований курс застосування препарату — 14 діб). При тривалому застосуванні кленбутеролу (особливо з метою нарощування м'язів) та при застосуванні високих доз препарату часто спостерігаються побічні ефекти, найважчими із яких є артеріальна гіпертензія, аритмії, тахікардія, гіпертрофія шлуночків серця, судоми м'язів та тремор кінцівок. Кленбутерол у США не затверджений FDA для лікування обструктивних захворювань легень, а також заборонений для використання як харчовий додаток до їжі тварин, які використовуються в їжу.

### Фармакокінетика
Кленбутерол швидко всмоктується після перорального застосування, але максимальна дія препарату спостерігається за 8 годин після застосування препарату. Біодоступність кленбутеролу при пероральному застосуванні складає 89—98%. Кленбутерол створює високі концентрації у крові та більшості внутрішніх органів. Препарат проходить через плацентарний бар'єр та виділяється в грудне молоко. Метаболізується препарат у печінці з утворенням неактивних метаболітів. Виведення кленбутеролу із організму багатофазне, перша фаза напіввиведення препарату складає 10 годин, друга фаза напіввиведення кленбутеролу складає 35—39 годин (згідно неперевірених даних, цей час може становити до 48 годин). Виводиться кленбутерол переважно із калом, частково виводиться із сечею.

## Показання до застосування
Кленбутерол може застосовуватися при бронхіальній астмі та хронічному обструктивному захворюванні легень як перорально, так і інгаляційно для зняття гострих приступів та профілактики бронхоспазму., але як засіб для лікування обструктивних захворювань легень застосовується лише у кількох європейських та азійських країнах. У зв'язку із особливостями механізму дії та повільним метаболізмом кленбутерол значно частіше кленбутерол застосовується для швидкого нарощування м'язової маси прихильниками культуризму або для підтримання форми тіла сумісно з відвідуванням тренажерних залів. Кленбутерол заборонений для використання у спортсменів під час офіційних змагань під егідою МОК, і його використання може стати причиною для дискваліфікації атлетів.

## Побічна дія
При застосуванні кленбутеролу побічні ефекти частіше спостерігаються при тривалому застосуванні для нарощування м'язів або похудіння. При застосуванні кленбутеролу найчастіше спостерігаються наступні побічні ефекти: тремор кінцівок та тулуба (20% випадків), гіпергідроз (10%), безсоння (7%), неспокій (6%), тахікардія (6%), артеріальна гіпертензія (6%), діарея (5%), нудота (3%); рідше спостерігаються екстрасистолія, головний біль, головокружіння, сухість у роті, висипання на шкірі, гіпокаліємія, судоми м'язів. Для усунення частини вищеперерахованих побічних явищ — тремору, безсоння, неспокою — прихильники культуризму застосовують кетотифен, а для усунення тахікардії та гіпертензії застосовують бета-блокатори метопролол або бісопролол, для зменшення головного болю застосовується парацетамол. Застосування кленбутеролу в дозі 1—2 мг небезпечно для здоров'я людей та часто призводить до смерті.

## Протипокази
Кленбутерол протипоказаний при підвищеній чутливості до препарату, гіпертиреозі, тахікадії та тахіаритміях, інфаркті міокарду, субаортальному стенозі, вагітності та годуванні грудьми. Кленбутерол не застосовується разом із трициклічними антидепресантами, інгібіторами моноамінооксидази, теофіліном та серцевими глікозидами. Кленбутерол не застосовується одночасно з бета-блокаторами у зв'язку із антагонізмом їх дії, а також із іншими адреностимуляторами у зв'язку із посиленням токсичності препарату.

## Форми випуску
Кленбутерол випускається у вигляді таблеток по 0,00001; 0,00002 та 0,00005 г; 0,0001% та 0,0002% сиропу по 100 мл; 0,006% розчину для інгаляцій. В Україні офіційна реєстрація препарату закінчилась у червні 2014 року, станом на травень 2015 року кленбутерол не зареєстрований в Україні.

## Заборона використання у спортсменів
Кленбутерол заборонений для використання спортсменами під час змагань згідно рішення Всесвітнього антидопінгового агентства. Виявлення кленбутеролу в організмі призводить до тривалої дискваліфікації спортсменів, як у випадку із німецькою легкоатлеткою Катрін Краббе або іспанським велогонщиком Альберто Контадором.

## Застосування у ветеринарії
Кленбутерол застосовується у ветеринарії для лікування захворювань дихальної системи у коней та телят у вигляді розчину для ін'єкцій, а також у вигляді розчину для ін'єкцій для застосування у великої рогатої худоби під час пологів. Кленбутерол застосовувався також для нарощування м'язової маси у тварин, які використовуються у їжу, що часто призводило до масових отруєнь кленбутеролом, особливо часто в Китаї, а також у деяких європейських країнах та Мексиці.